# スティーヴン・ウーリー
スティーヴン・ウーリー（Stephen Woolley、1956年9月3日 - ）は、イギリスの映画プロデューサー。

## 来歴
ロンドン出身。1976年にロンドンの映画館で案内係として働き始め、その後“The Scala Cinema”という映画館の運営を始める。1981年に、アート系・カルト系映画の配給会社“Palace Video”を設立（後に“パレス・ピクチャーズ”(Palace Pictures)と改名）する。配給した映画に、『イレイザーヘッド』、『戦場のメリークリスマス』、『パリ、テキサス』などがある。
1984年にニール・ジョーダン監督の『狼の血族』で初の映画プロデュースを行い、以降ニール・ジョーダン監督作品のプロデュースを主に行う。
2002年に、妻のエリザベス・カールセンと共にインディペンデント映画製作会社ナンバー9・フィルムズを設立。2005年に、『ブライアン・ジョーンズ ストーンズから消えた男』で映画監督デビューした。
2019年の第72回英国アカデミー賞で特別功労賞を受賞した（エリザベス・カールセンと共に）。

## 主な作品
- 狼の血族 The Company of Wolves (1984) 製作総指揮も
- ドラゴン・シンジケート Chinese Boxes (1984) 製作総指揮
- リヴァプールから手紙 Letter Letter to Brezhnev (1985) 製作総指揮
- ビギナーズ Absolute Beginners (1986)
- モナリザ Mona Lisa (1986)
- シャグ Shag (1988)
- プランケット城への招待状 High Spirits (1988)
- スキャンダル Scandal (1989)
- ブライダルシャワー Dancin' Thru the Dark (1990) 製作総指揮
- スピリット/傷だらけの栄光 The Big Man (1990)
- ハードウェア Hardware (1990)
- スターダスト The Miracle (1991)
- レイジ・イン・ハーレム A Rage in Harlem (1991)
- 法王さまご用心 The Pope Must Die (1991)
- ダスト・デビル Dust Devil (1992) 製作総指揮
- 秘密 Waterland (1992) 製作総指揮
- クライング・ゲーム The Crying Game (1992)
- バック・ビート Backbeat (1994)
- インタビュー・ウィズ・ヴァンパイア Interview with the Vampire: The Vampire Chronicles (1994)
- ネオン・バイブル The Neon Bible (1995) 製作総指揮
- マイケル・コリンズ Michael Collins (1996)
- ぼくのプレミアライフ Fever Pitch (1997) 製作総指揮
- ウープ・ウープ Welcome to Woop Woop (1997) 製作総指揮
- ブッチャー・ボーイ The Butcher Boy (1997)
- トゥエンティフォー・セブン TwentyFourSeven (1997) 製作総指揮
- ダウンタイム Downtime (1997) 製作総指揮
- ディボーシング・ジャック Divorcing Jack (1998)
- リトル・ヴォイス Little Voice (1998) 製作総指揮
- Bモンキー B. Monkey (1998)
- IN DREAMS/殺意の森 In Dreams (1999)
- ロスト・サン The Lost Son (1999) 製作総指揮
- スパイゲーム History Is Made at Night (1999) 製作総指揮
- ことの終わり The End of the Affair (1999)
- シーズンチケット Purely Belter (2000) 製作総指揮
- ギャンブル・プレイ The Good Thief (2002)
- ダブリン上等! Intermission (2003)
- プルートで朝食を Breakfast on Pluto (2005)
- ブライアン・ジョーンズ ストーンズから消えた男 Stoned (2005) 監督も
- セレブ・ウォーズ 〜ニューヨークの恋に勝つルール〜 How to Lose Friends & Alienate People (2008)
- ファクトリー・ウーマン Made in Dagenham (2010)
- ビザンチウム Byzantium (2012)
- ダーク・ブラッド Dark Blood (2012) 製作総指揮
- 大いなる遺産 Great Expectations (2012)
- ハイエナ Hyena (2014)
- キャロル Carol (2015)
- グランドフィナーレ Youth - La giovinezza (2015) 共同製作
- 切り裂き魔ゴーレム The Limehouse Golem (2016)
- 人生はシネマティック! Their Finest (2016)
- 追想 On Chesil Beach (2017)
- コレット Colette (2018)
- 帰らない日曜日 Mothering Sunday (2021)
- 生きる LIVING Living (2022)[9]